# Pallanteo
Secondo la mitologia romana, e anche il poema virgiliano dell'Eneide, era la città fondata da Evandro re degli Arcadi sul colle Palatino. Il suo nome le fu dato in onore del figlio Pallante. 
La città riveste anche un'importanza che probabilmente esula da quella esclusivamente mitologica. 
Dal nome della città potrebbe infatti essere derivato lo stesso toponimo di Palatino. La coincidenza poi che le feste “Palilie” si celebrassero nella stessa data della fondazione di Roma può far pensare ad un'ipotesi di accordo e di spartizione del territorio tra la gente di Romolo, stanziata sul Germalo, l'altura settentrionale del Palatino, e quella di Evandro, stabilitasi sul Palatino vero e proprio, più a sud, riservando alla Velia, l'altura orientale, il ruolo forse di area cimiteriale, come i reperti archeologici lasciano supporre.
Dal libro IX dall'Eneide (184-199):
Euryale, an sua cuique deus fit dira cupido?               185
aut pugnam aut aliquid iamdudum inuadere magnum
mens agitat mihi, nec placida contenta quiete est.
Cernis quae Rutulos habeat fiducia rerum:
lumina rara micant, somno uinoque soluti
procubuere, silent late loca. percipe porro               190
quid dubitem et quae nunc animo sententia surgat.
Aenean acciri omnes, populusque patresque,
exposcunt, mittique uiros qui certa reportent.
Si tibi quae posco promittunt (nam mihi facti
fama sat est), tumulo uideor reperire sub illo               195
posse uiam ad muros et moenia Pallantea.'
obstipuit magno laudum percussus amore
Euryalus, simul his ardentem adfatur amicum:
'Mene igitur socium summis adiungere rebus,
Nise, fugis? Solum te in tanta pericula mittam?»